# Geuensee
Geuensee är en ort och kommun i distriktet Sursee i kantonen Luzern, Schweiz. Kommunen har 2 900 invånare (2023).